# Metacrias huttoni
Metacrias huttoni är en fjärilsart som beskrevs av Butler 1879. Metacrias huttoni ingår i släktet Metacrias och familjen björnspinnare. Inga underarter finns listade i Catalogue of Life.